# Geavhta
Geavhta eller Gäuta / Göuta är en sjö i Storumans kommun i Lappland och ingår i Umeälvens huvudavrinningsområde. Sjön är 58 meter djup, har en yta på 31,6 kvadratkilometer och är belägen 438,1 meter över havet. Sjön är ett av flera vattenmagasin i Umeälven och samhället Tärnaby ligger vid dess nordvästra strand.

## Delavrinningsområde
Geavhta ingår i det delavrinningsområde (728480-148220) som SMHI kallar för Utloppet av Göuta. Medelhöjden är 582 meter över havet och ytan är 121 kvadratkilometer. Räknas de 264 avrinningsområdena uppströms in blir den ackumulerade arean 3 089,36 kvadratkilometer. Avrinningsområdets utflöde Umeälven mynnar i havet. Avrinningsområdet består mestadels av skog (52 procent) och kalfjäll (18 procent). Avrinningsområdet har 31,71 kvadratkilometer vattenytor vilket ger det en sjöprocent på 26,2 procent. Bebyggelsen i området täcker en yta av 2,14 kvadratkilometer eller 2 procent av avrinningsområdet.